# Pascale Kovelmann

Pascale Kovelmann, née le 19 novembre 1958, est une  patineuse artistique française de la catégorie des couples. Elle est championne de France 1975 avec son partenaire Jean-Roland Racle.

## Biographie

### Carrière sportive
Pascale Kovelmann patine dans la catégorie des couples artistiques avec deux partenaires. 
Elle patine d'abord quatre saisons à haut-niveau international avec Jean-Pierre Rondel (1970-1974). Ils sont quadruples vice-champions de France lors des éditions 1971, 1972, 1973 et 1974, toujours derrière Florence Cahn et Jean-Roland Racle. Ils représentent la France à deux championnats européens (1972 à Göteborg et 1974 à Zagreb).
Elle patine une dernière saison avec Jean-Roland Racle (1975-1976) avec qui elle devient championne de France 1975 de la catégorie, à Reims.
Elle ne participe jamais aux mondiaux et aux Jeux olympiques d'hiver.
Elle arrête les compétitions sportives après les championnats nationaux de 1975.

### Reconversion
Pascale Kovelmann fait ses études au collège Rognoni.
Elle est responsable administratif et technique au sein du club de patinage des Français Volants de Paris à partir de 2008, avant de prendre sa retraite en 2021. Elle habite actuellement à Saint-Raphaël en Provence.

### Vie privée
Elle a deux enfants d'un premier mariage avec Joël Barbe : Nicolas et Laura.
Depuis son mariage avec Jean-Francois Bronnec, elle porte le nom de Pascale Kovelmann-Bronnec.

## Palmarès
Avec deux partenaires :
- Jean-Pierre Rondel (4 saisons : 1970-1974)
- Jean-Roland Racle (1 saison : 1974-1975)

| Compétition             | 1970 | 1971 | 1972 | 1973 | 1974 |  | 1975 |  |  |  |  |  |  |  |
| Jeux olympiques d'hiver |      |      |      |      |      |  |      |  |  |  |  |  |  |  |
| Championnats du monde   |      |      |      |      |      |  |      |  |  |  |  |  |  |  |
| Championnats d’Europe   |      |      | 16e  |      | 14e  |  |      |  |  |  |  |  |  |  |
| Championnats de France  |      | 2e   | 2e   | 2e   | 2e   |  | 1re  |  |  |  |  |  |  |  |
|                         |      |      |      |      |      |  |      |  |  |  |  |  |  |  |